# Avó Aranha

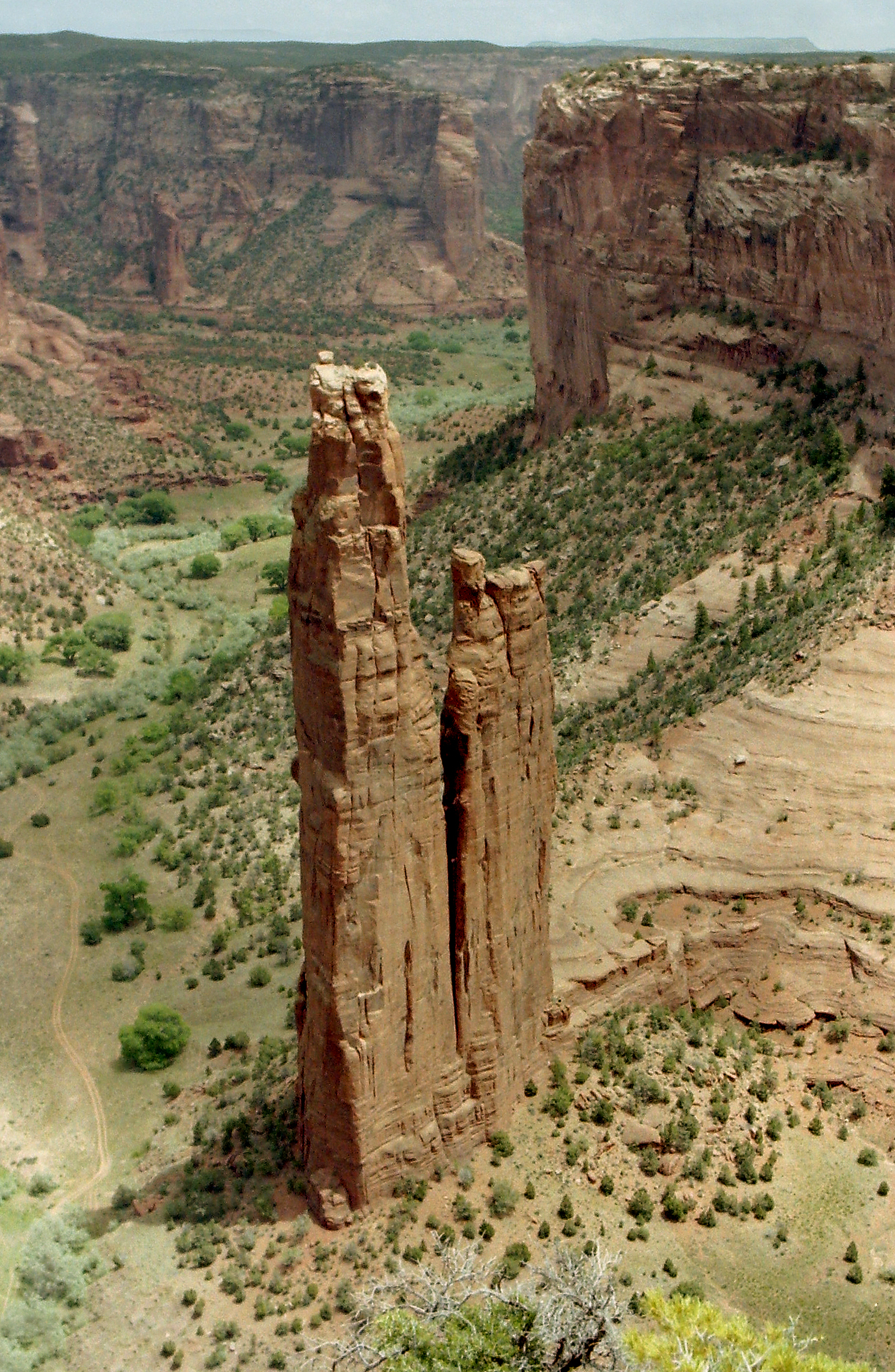
Canion de Shelly

A Avó Aranha é a criadora do mundo segundo as religiões e mitos dos índios pueblo, incluindo os hopis e navajos. Segundo a tradição, ela é a responsável por colocar as estrelas no céu, quando pegou uma rede que tinha fiado, e a atou com orvalho; em seguida a arrojou ao céu, e o orvalho converteu-se nas estrelas.

## Na ficção
- O dramaturgo Murray Mednic escreveu uma obra de sete atos chamado "Os ciclos do coiote" com os mesmos quatro personagens: Coiote, Coiote trapaceiro, Avó Aranha e garota muda. Estas personagens procedem dos mitos e histórias dos povos nativos de América.[1]
- Na obra de Daniel Dutton de dança "A estrada" a avó aranha canta "Pendurado de um fio".[2]